# Forêt de guerre

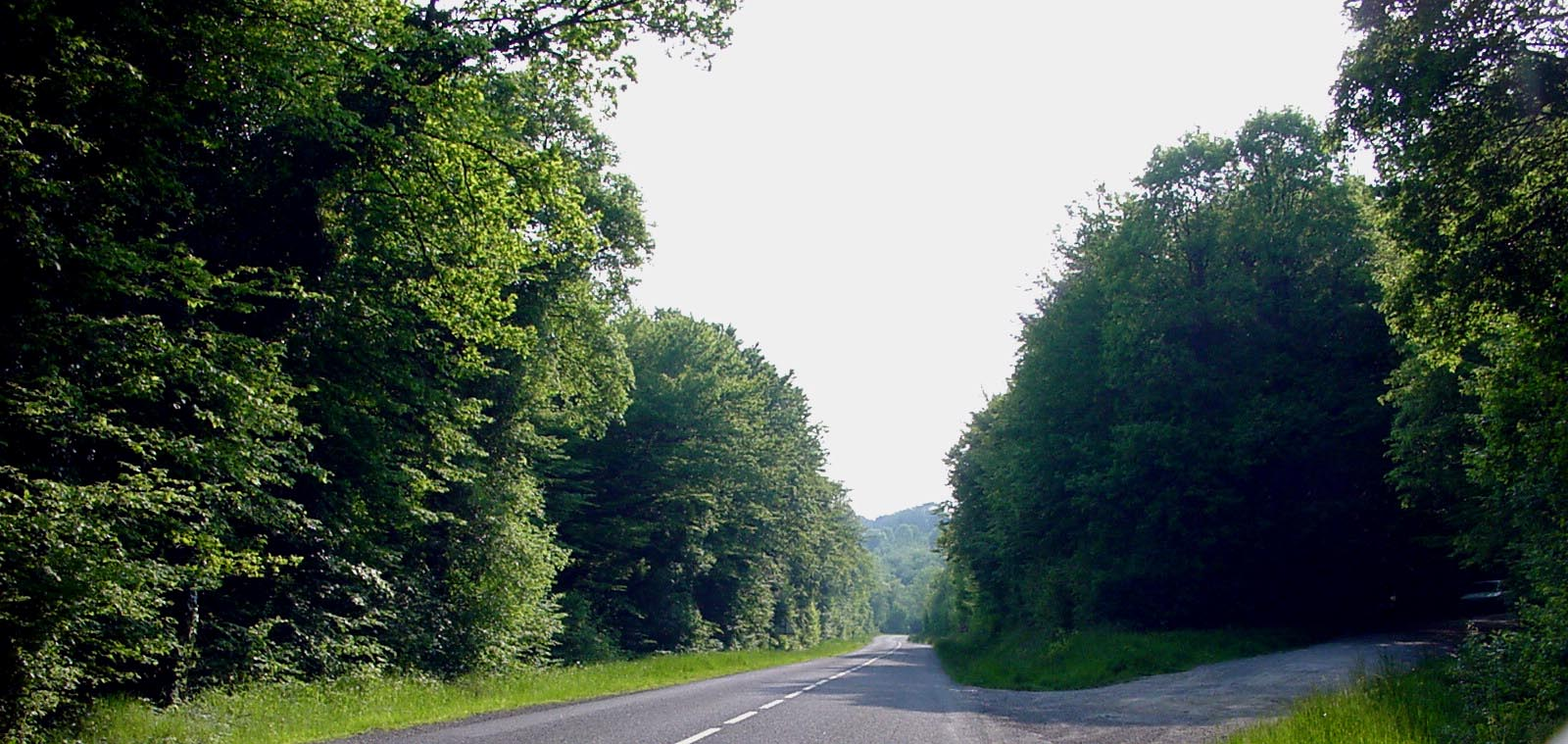
Forêt de Verdun, reconstituée après la Première Guerre mondiale.

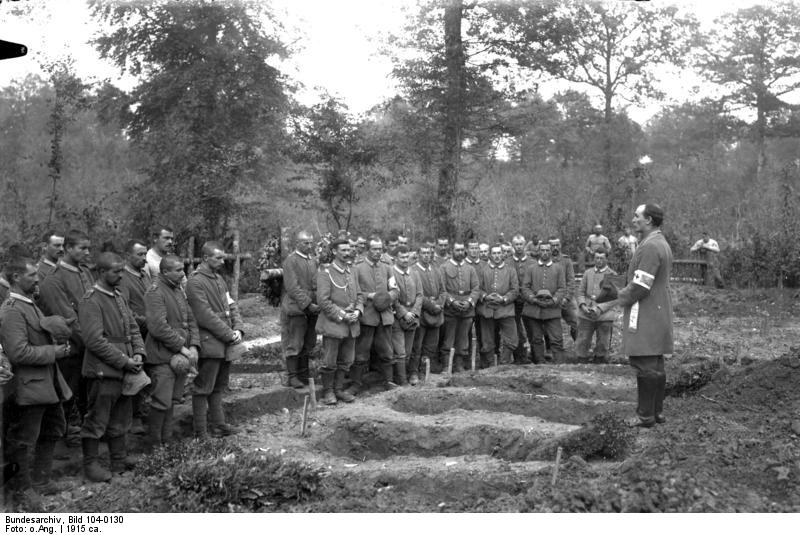
Forêt d'Argonne : les forêts de guerre sont aussi des forêts où un grand nombre de cadavres humains et animaux (chevaux surtout) ont été enterrés.

Une forêt de guerre est une forêt restaurée ou replantée dans une ancienne forêt, dans des champs ou dans un village endommagés par la Première Guerre mondiale en France, principalement dans la zone rouge. Les forêts de guerre sont majoritairement situées dans le département de la Meuse et moindrement dans le Pas-de-Calais (Forêt de Vimy) et la Somme. Ces zones ont été préemptées par l'État français après la guerre, moyennant dédommagement.
L'expression désigne plutôt les forêts publiques domaniales, mais des forêts communales ou privées en font également partie.
Plus largement, la notion de forêt de guerre évoque aussi le bois déprécié qui en a été tiré durant la période de restauration 1918-1930, et le bois mitraillé qu'on y trouve encore, ou qu'on trouve dans d'autres forêts (de l'ancienne « zone jaune ») qui exige des précautions d'exploitation et un matériel de scierie adaptés.
Les bois mitraillés provenant de certaines de ces forêts sont dépréciés car pouvant contenir des objets métalliques gênants ou dangereux pour les scieries, qui pour certaines utilisent alors des détecteurs de métaux. Le bois pourrait aussi parfois contenir certains polluants liés aux séquelles de guerre.

## Forêts modifiées par les guerres

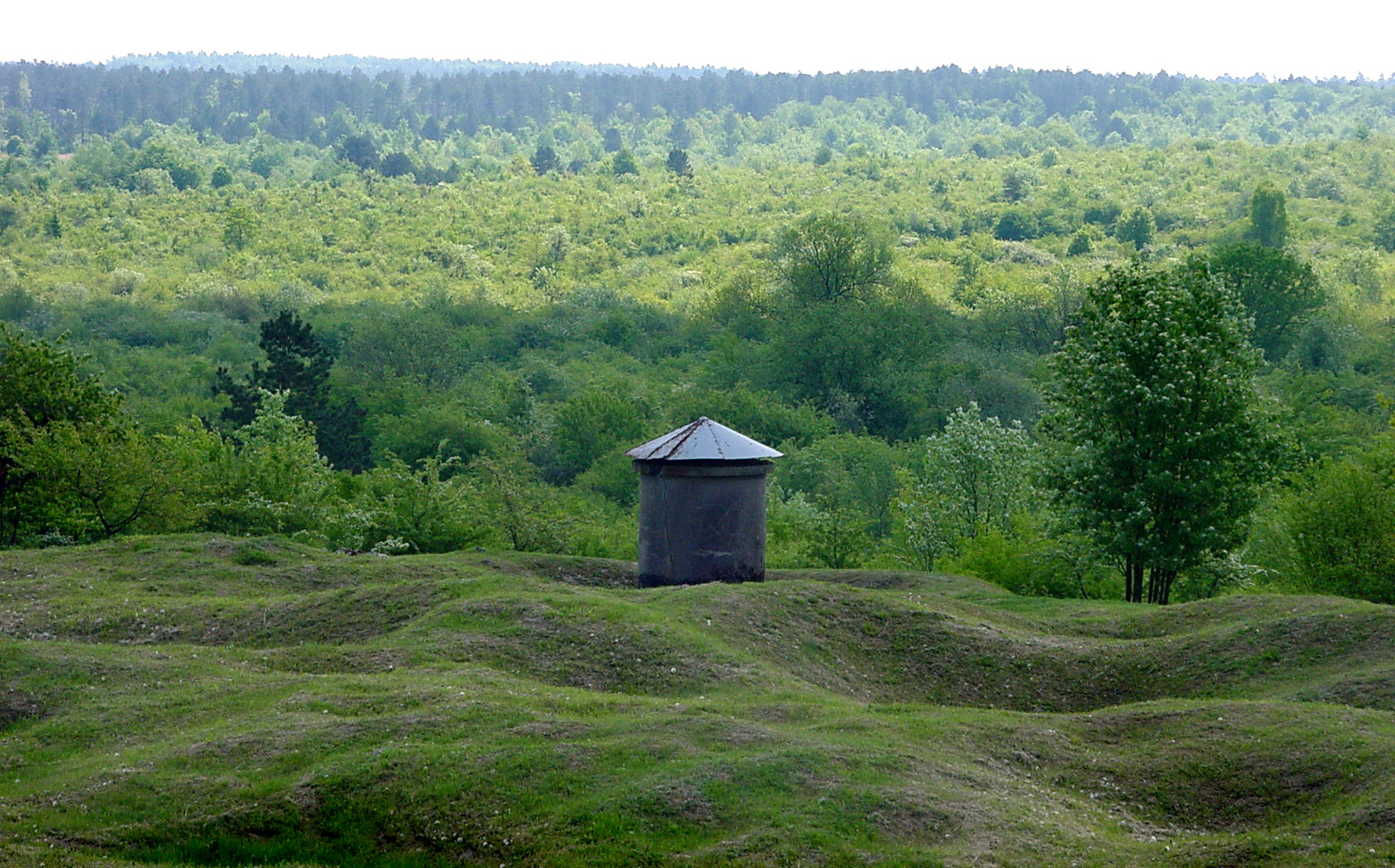
Conservation de la topographie de guerre de la fin 1918 et, feuillus et résineux de la forêt reconstituée de la zone rouge de Meuse.

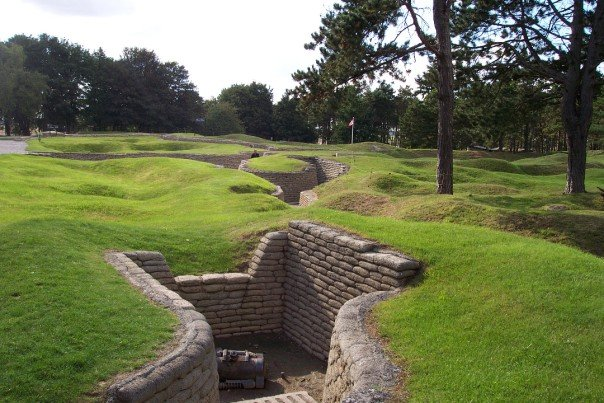
Tranchées allemandes conservées au Mémorial canadien de Vimy.

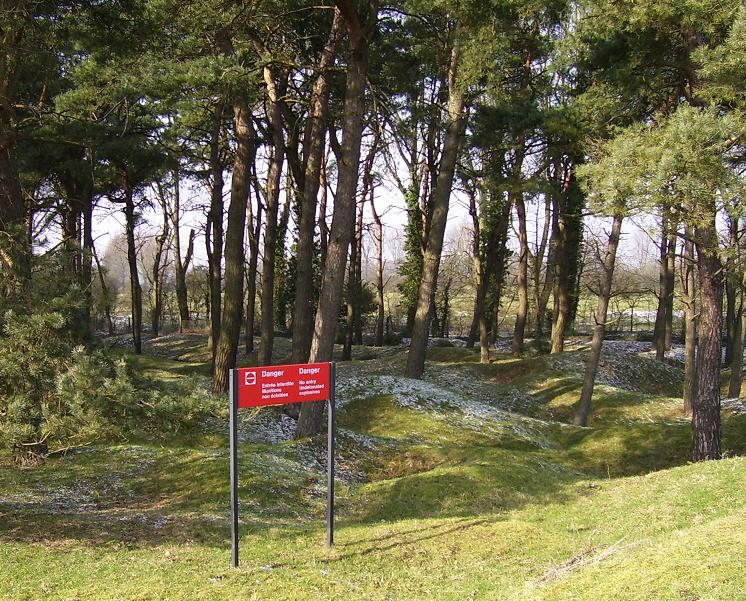
Risques encore présents dans un massif comme celui de Vimy.

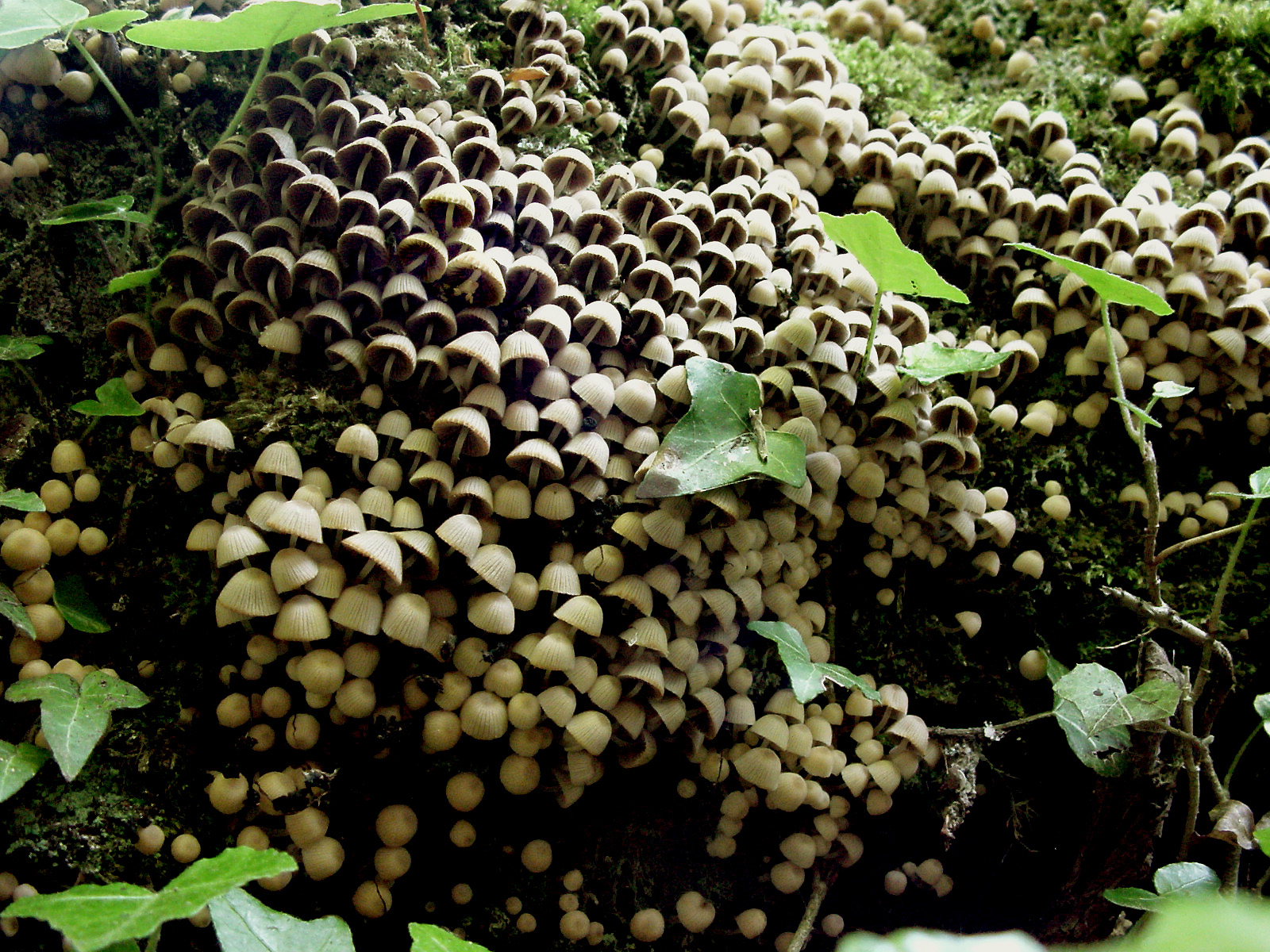
Quatre-vingt dix ans après la guerre, l'humus se restaure et les champignons sont nombreux, ici près d'un ancien dépôt de munitions. S'ils peuvent dégrader certains restes toxiques d'explosifs, ils peuvent également bioaccumuler des métaux toxiques non dégradables (plomb, mercure, cadmium, etc.)

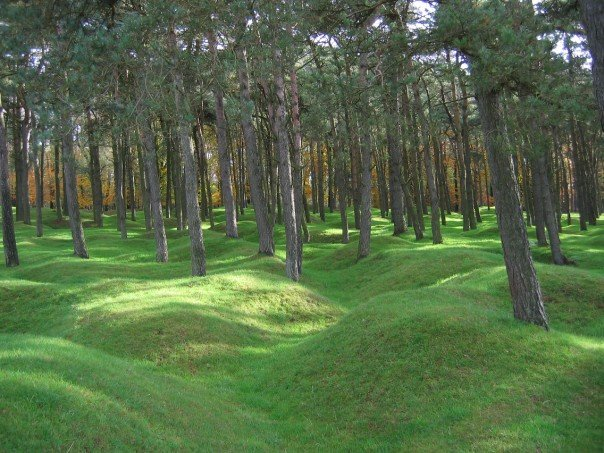
Plantation de pins à Vimy : un problème de régénération et de conservation de cette forêt vieillissante.

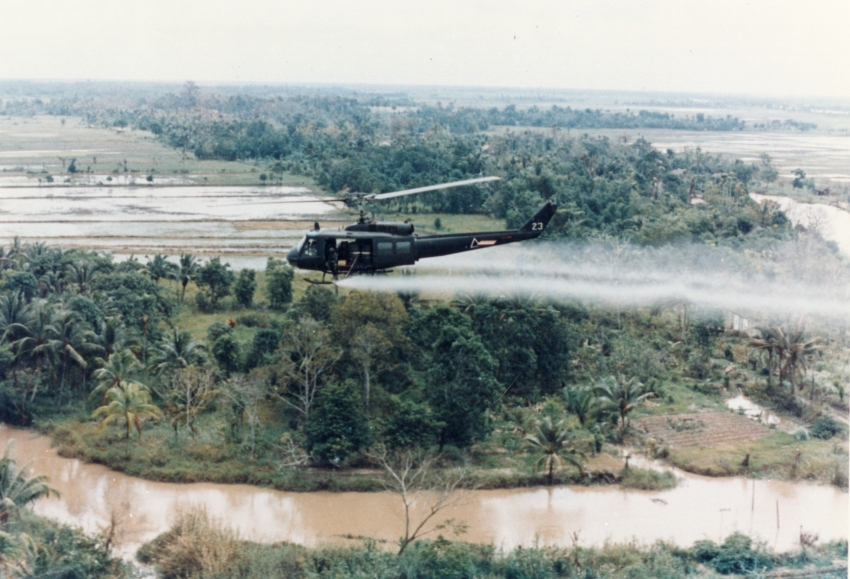
Usage de défoliant par l'Armée américaine lors de la guerre du Viêt Nam.

En période de conflits armés, les forêts constituent des espaces stratégiques. À la fois source de bois pour le front et les populations, elle représente également tantôt un obstacle à la progression des troupes, tantôt un refuge. Ces massifs forestiers sont totalement ou partiellement détruits lors des combats et des stationnements de troupes. Les sols et l'ensemble des écosystèmes en conservent très longtemps les traces.
À la demande de l'État français, en 1919, une cartographie des zones forestières touchées a été dressée. Le classement comporte trois catégories. Les zones rouges correspondent aux terres dont le coût de remise en état est supérieur à la valeur initiale du sol (soit plus de 100 000 ha sur une douzaine de départements), les activités y sont réglementées en raison de la présence de munitions. L’État achète les terrains, commence le nettoyage et les confie à l’administration forestière pour le reboisement. Une petite part est conservée au titre des vestiges de guerre.

### L'arc meusien
Le département de la Meuse (France) regroupe en cinq zones 15 672 ha de forêts de guerre, parmi lesquels seuls 5 700 ha (soit environ un tiers de la superficie) étaient boisés en 1914.
En fait, ce sont d'après les évaluations officielles de l'époque environ 20 000 ha qui auraient dû être (re)boisés dans la Meuse tant les sols y avaient été dégradés par les combats, mais la Loi du 24 avril 1923 a imposé une révision du parcellaire à exproprier afin d'encourager le retour de l’agriculture (ou pour réduire les coûts de restauration ?), ce qui a réduit d’environ 5 500 ha l’effort de création de forêts de guerre dans ce département. Il a fallu plusieurs décennies pour planter ces forêts (là où la régénération naturelle n'a pas été encouragée ou acceptée). La plupart de ces arbres n'ont pas 90 ans et ne sont donc pas encore exploités, hormis par des coupes d'entretien ou d'éclaircies.
Il est question de classer tout ou partie de cette forêt en parc national.[réf. nécessaire]

### La Somme
Le département de la Somme, pourtant situé en partie dans la zone des combats de la Grande Guerre à l'est d'Amiens, n'a pas connu de plantation de forêt. Seuls ont été reconstitués des massifs boisés préexistants comme le Bois des Fourcaux ou le Bois Delville à Longueval par exemple.

### L'Aisne et le Chemin des Dames
L'Aisne est le département qui, en surface, a été le plus touché par la Grande Guerre. On peut distinguer trois types de destructions :
- Les forêts situées loin du front ont été parfois coupées à blanc et le plus souvent surexploitées, notamment dans la zone d'occupation allemande (forêts de Saint-Michel en Thiérache ou de la Haie d'Aubenton par exemple).
- Les forêts parcourues par les combats durant la guerre de mouvement (août-septembre 1914 et mai-novembre 1918) ont été mitraillées. C'est le cas notamment des boisements situés à proximité de Fère-en-Tardenois, ainsi que du nord de la forêt domaniale de Retz.
- Les boisements situés sur le front ont été totalement ravagés par les combats (forêt de Vauclair, partie sud de la forêt de Saint-Gobain).

En 1919, la zone rouge de l'Aisne était évaluée à plus de 19 000 ha. En 1927, elle se limite à 717 ha à l’extrémité orientale du Chemin des Dames (Plateau de Californie). Dans cette zone, la forêt a été initialement plantée pour masquer les traces de la guerre.

### Le Nord et le Pas-de-Calais
- Forêt de Vimy
- Les deux tiers de la forêt de Mormal ont été détruits lors de la Première Guerre mondiale. De 1920 à 1930, la forêt est reconstituée dans le cadre des dommages de guerre, essentiellement par nettoyage et plantation de chênes pédonculés mais sans être exactement une forêt de guerre au sens de celles de la zone rouge.

En mai 1940, lors de la Seconde Guerre mondiale, les armées allemandes réutilisent le bois de la forêt de Mormal et comme zone de défense de la Sambre.

## Risques et écotoxicologie
La Première Guerre mondiale a eu de nombreux impacts environnementaux, physiques et écologiques, directs et indirects, immédiats et différés sur l'eau, l'air, les sols et les écosystèmes. Une des séquelles majeures pour les forêts de guerre est la présence encore massive dans ces forêts de munitions conventionnelles ou chimiques non-explosées, perdues, stockées ou parfois immergées, source constante de risque et de danger de pollution induite par les munitions.
Ces pollutions viendraient alors s'ajouter aux retombées anciennes des combats de 1914-1918 qui ont dispersé dans l'environnement et notamment dans l'atmosphère de gigantesques quantités de plomb, de mercure, d'arsenic et de gaz toxiques de combat dont on sait peu ce qu'ils sont devenus. Ces toxiques sont souvent non-dégradables et parfois bioaccumulables. Le mercure et d'autres métaux lourds peuvent affecter la santé, y compris la santé reproductive de nombreux animaux, et celle des humains qui les consomment. Très localement, on enregistre encore des records de pollution, par exemple en forêt de Verdun, par l'arsenic issu du démantèlement sur place de munitions chimiques,.
La plupart des espèces animales ne sembleraient pas (en tant qu'espèces) avoir fortement souffert des séquelles chimiques de la guerre mais on ne dispose pas d'état écotoxicologique des lieux, ni d'études de prospective publiées sur le devenir dans l'environnement des munitions conventionnelles (et chimiques) et des déchets de guerre, dont le statut juridique n'est pas clair, et qui peuvent pour longtemps (siècles et millénaires) polluer les sites, sols et sédiments de ces régions ou des lieux où ils ont été transportés ou traités. Or, ce n'est - d'après les experts - qu'au XXIe siècle que les obus immergés et enterrés, rongés par la corrosion devraient commencer à libérer leurs contenus toxiques. Les impacts de ces fuites ne semblent pas avoir été étudiés expérimentalement ni même modélisés.
Les détecteurs de métaux n'étant pas disponibles dans les années 1920, le désobusage n'a été que superficiel. Dans les sols des forêts de guerre, il reste des millions d'obus et de petites munitions et des milliards de billes de shrapnels, qui sont maintenant souvent sous les racines des arbres, inaccessibles. Ces forêts subiront donc encore longtemps les séquelles physiques de la guerre, qui sans affecter leur valeur patrimoniale (sites de la mémoire), pourraient à terme affecter leur valeur économique. Ces polluants, s'ils ont encore peu d’impacts visibles sur la flore (sauf très localement et à des doses très élevées), sont néanmoins toxiques pour la faune et l'homme (à très faible dose pour certains).
Ils peuvent être bioaccumulés au long de la chaîne alimentaire mais on ne semble pas avoir clairement cherché s'ils sont accumulés par les arbres, dans le bois, les feuilles, fruits, écorces, etc. ou de quelle manière, ils peuvent circuler ou pas dans le réseau trophique et les écosystèmes.
Les produits animaux et végétaux, les champignons ou le sol issus des forêts de guerre sont potentiellement pollués par le plomb, l’arsenic, le mercure, ou d'autres métaux et par divers autres composés chimiques. La consommation actuelle et future de champignons, de gibiers ou d'aliments cuits au feu de bois (avec un bois ayant absorbé par exemple du plomb) pourrait être sources d’intoxications. Une des origines du taux élevé de plomb des vins (première source de plomb dans l'alimentation des Français selon la conférence de consensus sur le saturnisme de Lille, en 2003) reste mal expliquée. Le plomb désorbé du bois des tonneaux de chêne, pour partie provenant des retombées des guerres pourrait-il être en cause ? Il en va de même pour les taux de perchlorate dans l'eau potable, souvent expliqué ou explicable comme séquelle de guerre.

## Enjeux, prospective

### Polémosylvofacièset résilience écologique
La composante végétale des jeunes forêts reconstituées après la guerre a montré une étonnante capacité de résilience sur les sols les plus bouleversés, constituant des faciès nouveaux, nommés polémosylvofaciès par Jean-Paul Amat qui les a étudiés dans l'arc meusien dans le cadre d'une thèse,.
Les modifications climatiques rapides peuvent faire craindre une augmentation du risque d'incendie dans certaines parcelles dont les conséquences peuvent être très aggravées dans ces forêts[réf. souhaitée].
En Allemagne, pour reboiser avec peu de moyens (à la suite des deux guerres mondiales), une école originale de sylviculture a été créée, fondée sur l'imitation des processus de résilience forestière.

### Tourisme de mémoire
Des forêts, comme celle de Verdun (Meuse) tout particulièrement ou de Vimy (Pas-de-Calais) avec la nécropole nationale de Notre-Dame-de-Lorette, font partie des haut-lieux du tourisme de mémoire. Certaines zones ne sont ouvertes ni au public ni à l'exploitation, n'ayant pas été suffisamment déminées - à Vimy par exemple - ou sont conservées à usage de camp militaire.

### Émission radiophonique
- « Traces de la guerre sur les territoires » ( émission Planète Terre, sur France Culture, mercredi 11 novembre 2009 ; avec comme invités ; Bénédicte Tratnjek (Doctorante en géographie ayant travaillé sur la recomposition spatiale des villes en temps de guerre (Blog « Géographie de la ville en guerre ») et Jean-Paul Amat (Professeur de géographie - Université Paris IV), à l'occasion de l'anniversaire de l'armistice, page consultée 2009/11/21 (Pour écouter l'émission).